# 西尔维斯特·格雷
西尔维斯特·格雷（英語：Sylvester Gray，1967年7月8日—），美国NBA联盟前职业篮球运动员。他在1988年的NBA选秀中第2轮第35顺位被迈阿密热火选中。